# العلاقات الصومالية السويسرية
العلاقات الصومالية السويسرية هي العلاقات الثنائية التي تجمع بين الصومال وسويسرا.

## مقارنة بين البلدين
هذه مقارنة عامة ومرجعية للدولتين:
| وجه المقارنة                                              | الصومال                        | سويسرا                                                                                      |
| --------------------------------------------------------- | ------------------------------ | ------------------------------------------------------------------------------------------- |
| المساحة (كم2)                                             | 637.66 ألف                     | 41.28 ألف                                                                                   |
| عدد السكان (نسمة)                                         | 14.74 مليون                    | 8.21 مليون                                                                                  |
| الكثافة السكانية (ن./كم²)                                 | 23.12                          | 198.89                                                                                      |
| العاصمة                                                   | مقديشو                         | برن                                                                                         |
| اللغة الرسمية                                             | اللغة الصومالية، اللغة العربية | اللغة الألمانية، اللغة الإيطالية، لغة فرنسية، اللغة الرومانشية، الألمانية السويسرية الموحدة |
| العملة                                                    | شلن صومالي                     | فرنك سويسري                                                                                 |
| الناتج المحلي الإجمالي (بليون دولار)                      | 7.37 مليار                     | 678.89 مليار                                                                                |
| الناتج المحلي الإجمالي (تعادل القوة الشرائية) بليون دولار |                                | 518.07 مليار                                                                                |
| الناتج المحلي الإجمالي الاسمي للفرد دولار أمريكي          | 549                            | 80.94 ألف                                                                                   |
| الناتج المحلي الإجمالي للفرد دولار أمريكي                 |                                | 59.54 ألف                                                                                   |
| مؤشر التنمية البشرية                                      |                                | 0.930                                                                                       |
| رمز المكالمات الدولي                                      | +252                           | +41                                                                                         |
| رمز الإنترنت                                              | .so                            | .ch، .swiss ‏                                                                                |
| المنطقة الزمنية                                           | ت ع م+03:00                    | توقيت وسط أوروبا، ت ع م+01:00، ت ع م+02:00، أوروبا/زيورخ ‏                                   |

## منظمات دولية مشتركة
يشترك البلدان في عضوية مجموعة من المنظمات الدولية، منها:
| علم المنظمة | اسم المنظمة                               | تاريخ انضمام الصومال | تاريخ انضمام سويسرا |
| ----------- | ----------------------------------------- | -------------------- | ------------------- |
|             | مؤسسة التمويل الدولية                     | 31 أغسطس 1962        | 29 مايو 1992        |
|             | منظمة حظر الأسلحة الكيميائية              | ?                    | ?                   |
|             | يونسكو                                    | 15 نوفمبر 1960       | 28 يناير 1949       |
|             | البنك الإفريقي للتنمية                    | ?                    | ?                   |
|             | الاتحاد الدولي للاتصالات                  | 28 سبتمبر 1962       | 1866                |
|             | الأمم المتحدة                             | 20 سبتمبر 1960       | 10 سبتمبر 2002      |
|             | منظمة الشرطة الجنائية الدولية             | ?                    | ?                   |
|             | البنك الدولي للإنشاء والتعمير             | 31 أغسطس 1962        | 29 مايو 1992        |
|             | الاتحاد البريدي العالمي                   | ?                    | ?                   |
|             | مؤسسة التنمية الدولية                     | 31 أغسطس 1962        | 29 مايو 1992        |
|             | الفريق المعني برصد الأرض                  | ?                    | ?                   |
|             | المركز الدولي لتسوية المنازعات الاستشارية | 30 مارس 1968         | 14 يونيو 1968       |

## وصلات خارجية
- موقع وزارة الخارجية الصومالية
- موقع وزارة الخارجية السويسرية